# Partito Socialista Rivoluzionario di Sinistra
Il Partito Socialista Rivoluzionario di Sinistra è stato un partito russo, nato nel 1917 dalla fuoriuscita dal Partito Socialista Rivoluzionario della minoranza che non appoggiava il Governo Provvisorio Russo e simpatizzava con i bolscevichi.

## Il nome
L'origine del nome tiene conto del fatto che dopo la scissione i socialrivoluzionari di sinistra e i bolscevichi si riferirono al tradizionale Partito Socialista Rivoluzionario aggiungendo al suo nome l'appellativo "di Destra", sottolineando in questo modo anche la discontinuità storica derivata dalla sua divisione in due tronconi. I militanti rimasti nel partito, invece, continuarono a chiamarlo semplicemente "Socialista Rivoluzionario" e riservavano il termine "Socialista Rivoluzionario di Destra" per la fazione interna del partito guidata da Breshkovsky e Avksentev.
Seguendo questo schema, le autorità sovietiche chiamarono il processo contro il Comitato Centrale dei Partito Socialista Rivoluzionario, tenutosi nel 1922, "Processo contro i Socialisti Rivoluzionari di Destra". Gli emigrati russi e la maggior parte degli storici occidentali continuarono a usare il nome originario per descrivere il partito mentre gli storici sovietici utilizzarono l'aggiunta "di Destra".

## Storia

### La scissione
Le principali ragioni di disaccordo che portarono alla scissione riguardarono la guerra e la redistribuzione delle terre. L'ala sinistra del partito, guidata da Mark Natanson e Maria Spiridonova, riteneva che la Russia avrebbe dovuto ritirarsi immediatamente dal conflitto, ed era delusa dal governo provvisorio che intendeva rinviare la questione dell'assegnazione delle terre dopo la convocazione di un'assemblea costituente, anziché confiscare immediatamente i latifondi ai grandi proprietari per redistribuirli ai piccoli contadini.
La scissione del Partito Socialista Rivoluzionario divenne definitiva e irreversibile quando con il secondo Congresso panrusso dei Soviet, il 25 ottobre 1917, i bolscevichi proclamarono la deposizione del governo provvisorio. L'ala sinistra rimase al Congresso e alcuni suoi esponenti vennero eletti nell'esecutivo permanente VTsIK (anche se all'inizio rifiutarono di associarsi al governo bolscevico), mentre il resto del partito e gli alleati menscevichi abbandonarono il congresso. Alla fine di novembre, la sinistra social-rivoluzionaria si unì al governo bolscevico.

### La Rivoluzione
Il Partito Socialista Rivoluzionario perse potere in seguito alla Rivoluzione d'ottobre e, malgrado il successo conseguito nelle elezioni per l'Assemblea Costituente, divenne una forza politica minore quando i bolscevichi sciolsero l'Assemblea.
I socialisti rivoluzionari di sinistra, invece, si coalizzarono con i bolscevichi per il Governo dei soviet.

### La rottura con i bolscevichi
Sebbene d'accordo con le esecuzioni extragiudiziali degli oppositori politici per bloccare la controrivoluzione, i Socialisti Rivoluzionari di Sinistra erano contrari alla possibilità di comminare la pena di morte in seguito alla sentenza di un tribunale e ciò rappresentò una prima fonte di attrito con i bolscevichi.
La firma del Trattato di Brest-Litovsk raccolse inoltre la loro strenua opposizione e nel marzo 1918 li portò a uscire dal Consiglio dei commissari del popolo e a sancire la rottura definitiva con i bolscevichi.

### La rivolta
Il 6 luglio alcuni militanti del Partito Socialista Rivoluzionario di Sinistra assassinarono a Mosca l'ambasciatore tedesco in URSS, il conte Wilhelm Mirbach e il 30 luglio uccisero a Kiev il Governatore militare dell'Ucraina Hermann von Eichhorn. Questi episodi si inquadrano all'interno del tentativo di fomentare una rivolta popolare contro una pace che giudicavano eccessivamente penalizzante per l'Unione Sovietica.
La reazione di Lenin fu immediata e vennero arrestati tutti i rappresentanti del Partito Socialista Rivoluzionario di Sinistra presenti al V Congresso dei Soviet che si teneva all'interno del Teatro Bol'šoj.
In risposta Dmitry Ivanovich Popov, esponente dei socialisti rivoluzionari di sinistra al comando di un distaccamento della Commissione Straordinaria, arrestò il proprio direttore, Dzeržinskij, e si mise al comando di una forza ribelle di circa 1.000-2.000 uomini. La mattina del 7 luglio l'edificio che ospitava le forze di Popov venne attaccato dopo un fallito tentativo di negoziato e in poche ore i rivoltosi furono sconfitti.

### La fine del partito
L'esito della rivolta fu l'estinzione del Partito Socialista Rivoluzionario di Sinistra, che venne messo al bando.
I Bolscevichi separarono i leader del partito, che furono arrestati o uccisi, dagli altri militanti, che furono riconosciuti innocenti. Dalla scissione del partito nacquero così il "Partito dei Populisti-Comunisti" e il "Partito Rivoluzionario del Comunismo ", che si schierarono a fianco dei bolscevichi.
Durante la Guerra civile russa i socialisti rivoluzionari di sinistra  combatterono principalmente con l'Armata Rossa e l'Armata Verde in difesa dei contadini. 
Il partito collassò definitivamente nel 1922, pur continuando ad esistere sotto forma di piccole cellule clandestine fino al 1925. Diversi militanti, come Yakov Grigorevich Blumkin, entrarono nel partito bolscevico.